# 瑞加藏
瑞加藏（法語：Jugazan，法語發音：[ʒyɡazɑ̃]）是法国吉伦特省的一个市镇，属于利布尔讷区。

## 地理
瑞加藏（44°46'54"N, 0°9'17"W）面积5.53 平方千米，位于法国新阿基坦大区吉倫特省，该省份为法国西南部沿海省份，是法國本土面积最大的省，北起滨海夏朗德省，西临大西洋，南至朗德省，东南接洛特-加龍省，东临多爾多涅省。
与瑞加藏接壤的市镇（或旧市镇、城区）包括：罗藏、贝勒丰、布拉西蒙、吕加松、诺让和波斯蒂亚克。

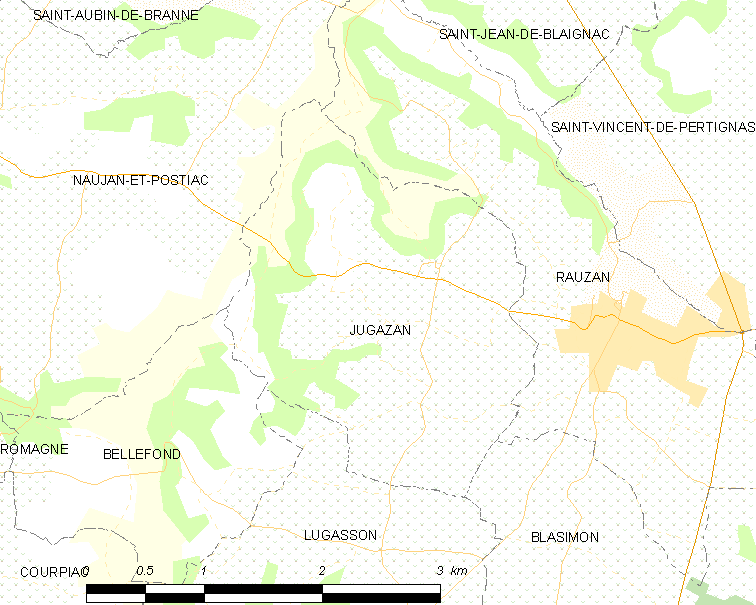
瑞加藏的OSM定位图

瑞加藏的时区为UTC+01:00、UTC+02:00（夏令时）。

## 行政
瑞加藏的邮政编码为33420，INSEE市镇编码为33209。

## 政治
瑞加藏所属的省级选区为多尔多涅山丘县。

## 人口

1962-2008年间瑞加藏人口变化图示

瑞加藏于2022年1月1日时的人口数量为273人。